# Николаевка (Васильковский район)
Никола́евка (укр. Миколаївка) — село,
Николаевский сельский совет,
Васильковский район,
Днепропетровская область,
Украина.
Код КОАТУУ — 1220786601. Население по переписи 2001 года составляло 687 человек.
Является административным центром Николаевского сельского совета, в который, кроме того, входят сёла
Артёмовка,
Дачное,
Дубовики,
Зелёная Роща и
Медичное.

## Географическое положение
Село Николаевка находится на правом берегу реки Чаплина,
выше по течению на расстоянии в 0,5 км расположено село Видродження (Петропавловский район),
на противоположном берегу — село Чумаки (Петропавловский район).
По селу протекает заболоченный ручей с запрудами, вдоль которого село вытянуто на 6 км.
Рядом проходит автомобильная дорога Т-0427.

## История
- 1868 — дата основания как хутор Волки.

## Объекты социальной сферы
- Школа.
- Фельдшерско-акушерский пункт.

## Достопримечательности
- Братская могила советских воинов.